# Tontafel
Die Tontafel (allgemeiner und umgangssprachlich auch Schrifttafel oder Steintafel genannt) ist eines der ältesten Schreibmaterialien der Menschheit. Sie fand vor allem im Gebiet des fruchtbaren Halbmonds in vorwiegend trocken-heißem Klima seit der Mitte des 4. Jahrtausend v. Chr. Anwendung.

## Beschaffenheit
Eine Tontafel ist eine Platte aus Ton oder Lehm, in die mittels eines Griffels Symbole eingeritzt oder eingedrückt werden können. Danach härtete die Tafel aus. Die eingravierte Schrift kann durch Abschaben der oberen Schicht ausgelöscht oder korrigiert werden, ein Brennen der Tontafel, oft unbeabsichtigt durch Brandkatastrophen, macht sie dauerhaft haltbar. Durch besondere Handhabung des Griffels als Stempelkeil entstand die Keilschrift.
Die Form der Tontafeln und die Art, wie sie beschrieben wurden, änderte sich im Laufe der Zeit und ermöglicht, wie die Entwicklung der Schrift und der Sprache, eine grobe chronologische Einordnung.

## Verbreitung
Tontafeln wurden in Mesopotamien genutzt. Sie stellen eines der ältesten dauerhaften Medien in der Kulturgeschichte dar, das die Fixierung sowohl von Bild- als auch Schriftaufzeichnungen ermöglichte. Daneben wurden Inschriften in Stein gemeißelt und in Knochen geritzt (China).
Die frühesten auf Tontafeln fixierten Texte in Keilschrift halten Eintragungen aus dem Steuer- und Rechnungswesen fest. Später kam diplomatische Korrespondenz, Liturgie und Dichtung hinzu. Etwa 2300 v. Chr. wurde eine Karte in die sogenannte Tontafel von Nuzi (auch Ga-Sur), dem heutigen Jorgan Tepe, südwestlich von Kirkuk im Irak, geritzt. Auf der etwa 7 × 7 Zentimeter großen Tontafel sind Berge, Flüsse und Städte eingezeichnet.
Die Nutzung von Tontafeln verbreitete sich, zusammen mit der Keilschrift, nach Assyrien, Anatolien (Hethiter), Syrien, die Levante und Ägypten (Amarna-Archiv), Zypern und Urartu (seit Rusa II.).
In spätassyrischer Zeit wurde die Tontafel als Speichermedium zunehmend von Papyrus abgelöst, der in Aramäisch beschrieben wurde.
Auch Linear A und die griechische Linear-B-Schrift auf Kreta wurden auf Tontafeln geschrieben, ebenso wie die kyprische Silbenschrift.

## Archive
Die Alten Reiche der bronzezeitlichen Hochkulturen hatten Palastarchive von wirtschaftlicher und diplomatischer Korrespondenz sowie von Verwaltungsschriften. Bedeutende Archive wurden in Babylon, Uruk, Ugarit, Ḫattuša, Aššur, Ninive und Amarna in Ägypten gefunden. Daneben gab es Privatarchive, in denen Schuldscheine, Besitzurkunden, aber auch Gerichtsurteile aufbewahrt wurden. Sie stammen z. B. aus Kaneš in Anatolien, Isin und Ḫana. Aus Sippar stammt das Archiv des Ur-Utu, das fast 2000 Tafeln umfasste und 250 Jahre abdeckt, aus Dilbat das Archiv des Ilī-amranni, das 180 Jahre abdeckt.
Bedeutende Archive:
- Tontafelsammlung des Assurbanipal
- Amarna-Briefe
- Mari-Archiv

## Hilfsmittel
Es sind vorbereitete, aber unbeschriebene Tontafeln bekannt, zum Beispiel aus Terqa. Als Radiermittel fungierte ein axtförmiges Gerät, mit dem sowohl einzelne Zeichen als auch ganze Zeilen entfernt werden konnten.